# New Sweden (Maine)
New Sweden – miasto w Stanach Zjednoczonych, w stanie Maine, w hrabstwie Aroostook.